# ドボン
ドボン（「どぼん」とひらがなで記載する場合もある）は、トランプゲームのひとつ。ページワンまたはアメリカンページワンにドボンという上がり方を加えたものである。このゲームのことをページワンと呼んでいる場合もある。

## 遊び方
遊び方や、特殊カードなど、ゲームの基本的なルールはページワンまたはアメリカンページワンと同じである。

### ドボン
ドボンの特色は「ページワン」と宣言してから最後の 1 枚を出す上がり方のほかに、「ドボン」という、手札をいきなり全部出して上がる上がり方がある点である。
ドボンという上がり方は、他のプレイヤー（自分の前のプレイヤーに限らない）によって場に出された 1 枚のカードの数と、自分が持っている2枚以上のカードの数の四則演算の結果（2枚の場合は四則演算全てのいずれか、3枚以上の場合は引き算のみあるいは足し算のみの計算結果）が同じだったときに成立する。
例えば、あるプレイヤーによって場に「9」のカードが出された時、手持ちに「1」と「2」と「6」のカードを持っていた別のプレイヤーは、「ドボン」（あるいは「どっぼーん」さらには「どっかーん」地方によっては「ド・ボンチ」「ウィッチ」「おむおむ」A.Tは「はい」などという場合もある）と言いながら手札を全て自分の前でさらして勝ちを宣言する。なお、対象がページワンの上がり札だったとしてもドボンは成立し、ドボンをした側の勝利となる。
この場合の点数は、ドボンをされた「9」を出したプレイヤーに、そのプレイヤーが出した「9」とドボンをしたプレイヤーが出した「1」と「2」と「6」が戻されて、そのプレイヤーの手札と合わせて計算される。
複数のプレイヤーが 1 枚の捨て札に対して同時にドボンすることも可能である。この場合、ドボンをされたプレイヤーは、複数のドボン札をすべて自分で引き取って手札として計算しなくてはならない。

### ドボン返し
ただし、ドボンによる上がりは最終的に勝利者を確定するものではない。ドボンされたプレイヤーの残った複数の手札の合計が、ドボンされたのと同じ数だった場合、ドボンを「返す」ことができる。これをドボン返し、と呼ぶ。
上記の例で言えば、「9」を捨ててドボンされたプレイヤーが、手札に「1」と「8」を残していた場合、ドボン返しができる。この場合の点数は、最初の「9」、ドボンの「1」と「2」と「6」、ドボン返しの「1」と「8」が、ドボンを返されたプレイヤーに戻されて手札として計算される。
点数計算のルールで、「2」（「2」がなければ山から2枚引く）や「8」（スートを指定できる）について負けた時手札にあったら手札の合計を 2 倍、という指定がされている場合、ドボンで引き取った札もその計算の対象になる。「2」が 4 枚という手札で「8」を出した相手にドボンしたらそれで相手の手札は少なくとも 32 倍である。

## ローカルルール
ドボンは、プレイされている集団や地域によって、ページワンのルールをベースとしたものである場合と、アメリカンページワンのルールをベースにしたものである場合がある。また、ページワンと同様に、さまざまなローカルルールが、ローカルルールであることを意識されずにプレイされることが多い。プレイする前に、ルールをよく確認することを推奨する。
ローカルルールの例として、下記のようなものがある。
- 「ページワン」以外で捨てられた札に対しても、「ドボン」をすることができる。
- 同じ数字のカードを4枚集めると「ドボン」をすることができる。
- 「ページワン」の上がりがなく、「ドボン」のみを上がりとする。プレイヤーは手持ちが最後の 1 枚の状態で自分の順番が回ってきたら、かならず山札から 1 枚ひかなければならない。
- 手持ちのカードが2枚の時のみ、その2枚のカードの数値を加減乗除した値であがることができる。たとえば、「2」と「6」があったときには、2＋6で「8」、6－2で「4」、6×2で「12」、6÷2で「3」と、4種類の数字に対してあがることができる。これは、ドボン返しする側も同様である。
- 手持ちの札が1枚の場合、あるいは3枚以上の場合でもあがることができる。これも、ドボン返しする側も同様である。
  1. 1枚の場合：捨てられた札の数字が自分の札の数字と一致した場合にあがることができる。
  2. 3枚以上の場合：以下のパターンが考えられる（集団や地域により、認められないパターンもある）。なお、これらのパターンは、手持ちの札が2枚の場合のあがりでも適用される。
    1. 持ち札を全て足し合わせた合計　（例）A、2、3、4　→　1＋2＋3＋4＝「10」であがり。
    2. 持ち札を全て掛け合わせた合計　（例）A、A、2、3　→　1×1×2×3＝「6」であがり。
    3. 持ち札の相加平均　（例）6、9、Q、K　→　（6＋9＋12＋13）／4＝「10」であがり。
    4. 持ち札の相乗平均　（例）2、9、12　→　2×9×12＝216であり、この3乗根は6であるため、「6」であがり。
- 数字の計算を間違ったドボンを誤ドボンと呼び、誤ドボンをした場合は、誤ドボンをしたプレイヤーの負けとなる。誤ドボンはドボンで勝利した場合の点数の2倍の負け点となる。なお、誤ドボン返しもある。
- ドボンされた人は、ドボンした人の上がり札の一番上のカードの数字の回数、腕立てや腹筋を行わなければならないローカルルールがある。特にこれをマッスル・ドボンと呼ぶ。
- 通常1枚ずつしか手札は捨てられないが、他プレイヤーが捨てたカードを複数枚所持していた場合は「ポン！」「カン！」などとコールし、場に複数カードを捨てられる。例えば場に「13」が捨てられ自分が2枚「13」を持っていたら「ポン」のコールをし2枚一気に場に出せる。他プレイヤーで合計が26になる者がいた場合それはドボンになり、上がられた場合、手札の合計は2倍になる。通称ポン・ドボンである（3枚の場合はカン・ドボンで手札の合計は3倍となる）。

## 主な戦法
ドボンはページワンに緊張感とギャンブル性を与えるルールである。プレイヤーは、あと 1 枚を予告されるページワンとは違い、自分以外のプレイヤーが残り 3～4 枚になった時点でドボンをケアし始めなくてはならない。
ドボンの基本的な戦法として、以下のようなものがある。
- 絵札のような大きい数はドボンされやすいので、他のプレイヤーの手持ちカード枚数が減ってきたら、そうしたカードは出しづらくなる。序盤のうちに大きな数字のカードは捨てて、使い勝手のよい小さな数字のカードを集めるのが定石である。
- 高得点での勝利を狙う場合は、手札に敢えて「2」や「8」などの役札を残した状態でのドボン上がりを狙う。ただし、勝っている者はその危険を避けて、普通に上がろうとするので、役札を集めていることが露見しないように適度なところでドボンすべきである。
- さらに高得点を狙う場合は、ドボン返しを狙う。ドボンがありそうな場面で、例えば手札に「2」と「6」と「8」を持ち、最初から「2」と「6」でドボンを返すつもりで「8」を場に出してドボンを誘うような作戦もある。

このように、ドボンは勝利するのに戦法を要し、一方が他方から「上がる」形式をとるため、勝ち負けがハッキリと出るゲームである。